# Ryan Succop
(en) Statistiques sur pro-football-reference
Ryan Succop, né le 19 septembre 1986 à Hickory en Caroline du Nord, est un joueur professionnel américain de football américain. 
Il joue au poste de kicker pour les franchise des Chiefs de Kansas City, des Titans du Tennessee et des Buccaneers de Tampa Bay dans la National Football League (NFL) entre 2009 et 2022. Il est le Mr. Irrelevant du draft de 2009.

## Biographie
Succop fait sa carrière universitaire avec les Gamecocks de la Caroline du Sud. Il est drafté par les Chiefs de Kansas City au dernier rang du draft de 2009, faisant de lui le Mr. Irrelevant de l'édition et est aujourd'hui considéré comme l'un des meilleurs joueurs ayant reçu cette honneur. Il est choisi meilleur recrue de l'équipe lors de sa première saison. Il se développe comme un kicker n'ayant pas un tir particulièrement puissant, mais démontrant un consistance qui le garde dans la ligue, il ne manque pas un seul point after durant ses six premières campagnes. Durant son passage au Tennessee, il réussit 56 kick de suite à l'intérieur des 50 yards. Son botteur avec les Buccaneers de Tampa Bay, Zach Triner, déclare que ses entrainements sont identiques à chaque jours. Cette qualité lui permet de garder son poste face à des jeunes avec des kick plus puissant comme José Borregales en 2021 et 2022. Son kick le plus long, un 52 yards, a été complété lors de sa victoire au Super Bowl LV. 